# Обераула
Обераула (њем. Oberaula) општина је у њемачкој савезној држави Хесен. Једно је од 27 општинских средишта округа Швалм-Едер. Према процјени из 2010. у општини је живјело 3.245 становника. Посједује регионалну шифру (AGS) 6634019.

## Географски и демографски подаци
Обераула се налази у савезној држави Хесен у округу Швалм-Едер. Општина се налази на надморској висини од 280 – 590 метара. Површина општине износи 44,0 km². У самом мјесту је, према процјени из 2010. године, живјело 3.245 становника. Просјечна густина становништва износи 74 становника/km².

## Међународна сарадња
| Мјесто | Држава    | Врста сарадње | Од    |
| ------ | --------- | ------------- | ----- |
|        | Француска | партнерство   | 1996. |
| Извор  |           |               |       |